# A.J. Pollock
Allen Lorenz Pollock (ur. 5 grudnia 1987) – amerykański baseballista występujący na pozycji zapolowego w Los Angeles Dodgers.

## Przebieg kariery
Pollock studiował University of Notre Dame, gdzie w latach 2007–2009 grał w drużynie uniwersyteckiej Notre Dame Fighting Irish. W czerwcu 2010 został wybrany w pierwszej rundzie draftu z numerem siedemnastym przez Arizona Diamondbacks i początkowo występował w klubach farmerskich tego zespołu, między innymi w Reno Aces, reprezentującym poziom Triple-A). W 2011 wystąpił wraz z drużyną narodową na igrzyskach panamerykańskich, na których zdobył srebrny medal. W przegranym 1–2 meczu finałowym z reprezentacją Kanady zaliczył dwa odbicia na cztery podejścia.
W Major League Baseball zadebiutował 18 kwietnia 2012 meczu przeciwko Pittsburgh Pirates. 11 maja 2012 w spotkaniu z San Francisco Giants zdobył pierwszego home runa w MLB. 31 maja 2014 w meczu z Cincinnati Reds został uderzony piłką narzuconą przez Johnny'ego Cueto, doznając złamania palców prawej ręki, przez co opuścił 79 spotkań. W lipcu 2015 został po raz pierwszy w karierze powołany do NL All-Star Team i po raz pierwszy otrzymał Złotą Rękawicę.
W styczniu 2019 został zawodnikiem Los Angeles Dodgers.

## Nagrody i wyróżnienia
| Nagroda/wyróżnienie | Lata | Źródło |
| All-Star            | 2015 | [ 6 ]  |
| Gold Glove Award    | 2015 | [ 2 ]  |